# Beatrycze I Burgundzka
Beatrycze I (ur. 1145, zm. 15 listopada 1184 w Jouhe) – hrabina palatynka Burgundii, królowa Niemiec i cesarzowa, jedyna córka i dziedziczka hrabiego Renalda III i Agaty, córki księcia Lotaryngii Szymona I.
9 czerwca 1156 w Würzburgu poślubiła Fryderyka I Barbarossę (1122–10 czerwca 1190), syna księcia Szwabii Fryderyka II Jednookiego, który był synem Agnieszki, córki cesarza Henryka IV. 
Wskutek tego małżeństwa Beatrycze została królową Niemiec (koronował ją 9 października 1156 arcybiskup Trewiru Hillin von Fallemanien i cesarzową (koronacja 1 sierpnia 1167 w Rzymie). Fryderyk natomiast uzyskał kontrolę nad hrabstwem Burgundii. Beatrycze przyczyniła się do rozwoju kultury na dworze Hohenstaufów. Popierała literaturę dworską i rycerskie zwyczaje. Towarzyszyła mężowi w jego licznych podróżach.
Dzieci Fryderyka i Beatrycze:
- Zofia (1161–1187) – żona Wilhelma VI, markiza Montferratu
- Beatrycze (1162–1174), zaręczona z królem Sycylii Wilhelmem II Dobrym, zmarła przed ślubem, pochowana w Lorch
- Fryderyk (V) (16 lipca 1164–28 listopada 1170), książę Szwabii
- Henryk VI (listopad 1165–28 września 1197), cesarz rzymski
- Fryderyk V (luty 1167–20 stycznia 1191), książę Szwabii
- córka, w niektórych źródłach zwana Gizelą (październik/listopad 1168 – koniec 1184)
- Otto I (czerwiec/lipiec 1170–13 stycznia 1200), hrabia palatyn Burgundii
- Konrad II (luty/marzec 1172–15 sierpnia 1196), książę Szwabii
- Renald (październik/listopad 1173 – zm. niedługo później), pochowany w Lorch
- Wilhelm (czerwiec/lipiec 1176 – zm. niedługo później), pochowany w Lorch
- Filip Szwabski (sierpień 1177–21 czerwca 1208), król Niemiec
- Agnieszka (1181–październik 1184), narzeczona króla Węgier Emeryka I, zmarła w dzieciństwie

Postać Beatrycze pojawia się w powieści Umberto Eco Baudolino.